# AaB 89ers 2011
Questa voce raccoglie le informazioni riguardanti gli AaB 89ers nelle competizioni ufficiali della stagione 2011.

## Nationalligaen 2011

### Stagione regolare
| 30 aprile 2011 3ª giornata | AaB 89ers | 45 – 2 | Kronborg Knights |  |

| 7 maggio 2011 4ª giornata | Amager Demons | 0 – 20 | AaB 89ers |  |

| 21 maggio 2011 6ª giornata | Aarhus Tigers | 0 – 26 | AaB 89ers |  |

| 18 giugno 2011 10ª giornata | Triangle Razorbacks | 57 – 0 | AaB 89ers |  |

| 25 giugno 2011 11ª giornata | AaB 89ers | 0 – 20 | Aarhus Tigers |  |

| 20 agosto 2011 14ª giornata | AaB 89ers | 43 – 0 | Slagelse Wolfpack |  |

| 4 settembre 2011 16ª giornata | AaB 89ers | 6 – 42 | Triangle Razorbacks |  |

| 10 settembre 2011 17ª giornata | Slagelse Wolfpack | 0 – 30 (a tavolino) | AaB 89ers |  |

### Playoff
| 18 settembre 2011 Wild Card | AaB 89ers | 0 – 14 | Herlev Rebels |  |

## Statistiche di squadra
| Competizione      | %Vittorie | In casa | In casa | In casa | In casa | In casa | In casa | In trasferta | In trasferta | In trasferta | In trasferta | In trasferta | In trasferta | Totale | Totale | Totale | Totale | Totale | Totale |
| Competizione      | %Vittorie | G       | V       | N       | P       | Pf      | Ps      | G            | V            | N            | P            | Pf           | Ps           | G      | V      | N      | P      | Pf     | Ps     |
| ----------------- | --------- | ------- | ------- | ------- | ------- | ------- | ------- | ------------ | ------------ | ------------ | ------------ | ------------ | ------------ | ------ | ------ | ------ | ------ | ------ | ------ |
| Stagione regolare | .625      | 4       | 2       | 0       | 2       | 94      | 64      | 4            | 3            | 0            | 1            | 76           | 57           | 8      | 5      | 0      | 3      | 170    | 121    |
| Playoff           | .000      | 1       | 0       | 0       | 1       | 0       | 14      | 0            | 0            | 0            | 0            | 0            | 0            | 1      | 0      | 0      | 1      | 0      | 14     |
| Totale            | .556      | 5       | 2       | 0       | 3       | 94      | 78      | 4            | 3            | 0            | 1            | 76           | 57           | 9      | 5      | 0      | 4      | 170    | 135    |